# Danh sách bộ xử lý đồ họa của Nvidia
Bảng sau mô tả thông tin cơ bản về GPU của NVIDIA. Bộ xử lý đồ họa này là bộ não của các loại card đồ họa dựa trên nền tảng NVIDIA.

## Các phiên bản DirectX
Các phiên bản DirectX xác định cạc đồ họa hỗ trợ bộ tăng tóc đồ họa cụ thể nào đó.
- DirectX 6.0 - Đa chất liệu
- DirectX 7.0 - Hardware Transformation, Clipping and Lighting (TCL/T&L)
- DirectX 8.0 - Bộ đổ bóng Model 1.1
- DirectX 8.1 - Bộ đổ bóng điểm 1.4 & Bộ đổ bóng đỉnh 1.1
- DirectX 9.0 - Bộ đổ bóng Model 2.0
- DirectX 9.0c - Bộ đổ bóng Model 3.0
- DirectX 10 - Bộ đổ bóng Model 4.0

## Các phiên bản OpenGL
Các phiên bản OpenGL xác định card đồ họa hỗ trợ bộ tăng tóc đồ họa cụ thể nào đó.
- OpenGL 1.4 - ARB_vertex_program, nv_register_combiners2
- OpenGL 1.5 - GLSL
- OpenGL 2.0 - GLSL

## Bảng so sánh tính năng

### Trước GeForce
| Model           | Năm      | Mã   | Công nghệ (nm) | Bus interface | Bộ nhớ (MiB) | Tốc độ nhân (MHz) | Tốc độ bộ nhớ (MHz) | Pipes x TMUs x VPUs | Fillrate (MT/s) | Băng thông bộ nhớ (GB/s) | Kiểu Bus bộ nhớ | Bus bộ nhớ (bit) | Hỗ trợ DirectX | Hỗ trợ OpenGL | Features                                 |
| --------------- | -------- | ---- | -------------- | ------------- | ------------ | ----------------- | ------------------- | ------------------- | --------------- | ------------------------ | --------------- | ---------------- | -------------- | ------------- | ---------------------------------------- |
| Diamond Edge    | 1995     | NV1  | ?              | PCI           | 4            | ?                 | ?                   | ?                   | ?               | ?                        | VRAM/EDO        | 64-bit           | n/a            | n/a           | 2D, 3D (Quadratic surfaces), AV playback |
| Riva 128        | 1997     | NV3  | ?              | AGP 1x, PCI   | 4            | 100               | 100                 | 1x1                 | 100             | 1.6                      | SDR             | 128              | 5              | ?             | First DirectX compatible                 |
| Riva 128 ZX     | 1998     | NV3  | ?              | AGP 2x, PCI   | 8            | 100               | 100                 | 1x1                 | 100             | 1.6                      | SDR             | 128              | 5              | 1.0           |                                          |
| Riva TNT        | 1998?    | NV4  | 350            | AGP 2x, PCI   | 8/16         | 90                | 110                 | 2x1                 | 180             | 1.7                      | SDR/SG          | 128              | 6              | 1.1           | AGP sideband (rev.4)                     |
| Vanta           | 1999?    | NV6  | 250            | AGP 4x, PCI   | 16           | 100               | 110                 | 2x1                 | 200             | 0.8                      | SDR             | 64               | 6              | 1.1           | RAMDAC 250 MHz                           |
| Vanta LT        | 1999?    | NV6? | ?              | AGP 2x?       | 8?           | 80?               | 100?                | ?                   | ?               | ?                        | ?               | ?                | ?              | ?             | ?                                        |
| Riva TNT2 M64   | 1999?    | NV6  | 220            | AGP 4x, PCI   | 32           | 125               | 135                 | 2x1                 | 250             | 1.2                      | SDR             | 64               | 6              | 1.1           | RAMDAC 300 MHz                           |
| Riva TNT2       | Mar 1999 | NV5  | 250            | AGP 4x, PCI   | 32           | 125               | 150                 | 2x1                 | 250             | 2.4                      | SDR             | 128              | 6              | 1.1           |                                          |
| Riva TNT2 Pro   | 1999?    | NV5  | 220            | AGP 4x, PCI   | 32           | 143               | 166                 | 2x1                 | 286             | 2.7                      | SDR             | 128              | 6              | 1.1           |                                          |
| Riva TNT2 Ultra | 1999?    | NV5  | 250            | AGP 4x, PCI   | 32           | 150               | 183                 | 2x1                 | 300             | 2.9                      | SDR             | 128              | 6              | 1.1           |                                          |

### GeForce
| Model             | Năm      | Mã   | Công nghệ (nm) | Bus interface | Bộ nhớ (MiB) | Tốc độ nhân (MHz) | Tốc độ bộ nhớ (MHz) | Pipes x TMUs x VPUs | Fillrate (MT/s) | Băng thông bộ nhớ (GB/s) | Kiểu Bus bộ nhớ | Bus bộ nhớ (bit) | Hỗ trợ DirectX | Hỗ trợ OpenGL | Features                      |
| ----------------- | -------- | ---- | -------------- | ------------- | ------------ | ----------------- | ------------------- | ------------------- | --------------- | ------------------------ | --------------- | ---------------- | -------------- | ------------- | ----------------------------- |
| GeForce 256 (SDR) | Oct 1999 | NV10 | 220            | AGP 4x        | 128          | 120               | 166                 | 4x1                 | 480             | 2.7                      | SDR             | 128              | 7              | 1.2           | Hardware Transform & Lighting |
| GeForce 256 (DDR) | Jan 2000 | NV10 | 220            | AGP 4x        | 128          | 120               | 300                 | 4x1                 | 480             | 4.8                      | DDR             | 128              | 7              | 1.2           | Hardware Transform & Lighting |

### GeForce 2
| Model           | Năm      | Mã   | Công nghệ (nm) | Bus interface | Bộ nhớ (MiB) | Tốc độ nhân (MHz) | Tốc độ bộ nhớ (MHz) | Pipes x TMUs x VPUs | Fillrate (MT/s) | Băng thông bộ nhớ (GB/s) | Kiểu Bus bộ nhớ | Bus bộ nhớ (bit) | Hỗ trợ DirectX | Hỗ trợ OpenGL | Features                                                    |
| --------------- | -------- | ---- | -------------- | ------------- | ------------ | ----------------- | ------------------- | ------------------- | --------------- | ------------------------ | --------------- | ---------------- | -------------- | ------------- | ----------------------------------------------------------- |
| GeForce2 MX 100 | 2001?    | NV11 | 180            | AGP 4x        | 64           | 143               | 166                 | 2x2                 | 572             | 0.6                      | SDR             | 32               | 7              | 1.2           |                                                             |
| GeForce2 MX 200 | Mar 2001 | NV11 | 180            | AGP 4x        | 64           | 175               | 166                 | 2x2                 | 700             | 1.2                      | SDR             | 64               | 7              | 1.2           |                                                             |
| GeForce2 MX     | Jun 2000 | NV11 | 180            | AGP 4x        | 128          | 175               | 166                 | 2x2                 | 700             | 2.7                      | SDR             | 128              | 7              | 1.2           | +TwinView +Shaders (NVIDIA Shading Rasterizer, OpenGL only) |
| GeForce2 MX 400 | Mar 2001 | NV11 | 180            | AGP 4x, PCI   | 128          | 200               | 183                 | 2x2                 | 800             | 2.9                      | SDR/DDR         | 128/64           | 7              | 1.2           |                                                             |
| GeForce2 GTS    | Apr 2000 | NV15 | 180            | AGP 4x        | 128          | 200               | 333                 | 4x2                 | 1600            | 5.3                      | DDR             | 128              | 7              | 1.2           | -TwinView                                                   |
| GeForce2 Pro    | 2000?    | NV15 | 180            | AGP 4x        | 128          | 200               | 400                 | 4x2                 | 1600            | 6.4                      | DDR             | 128              | 7              | 1.2           |                                                             |
| GeForce2 Ti VX  | 2001?    | NV15 | 180            | AGP 4x        | 128          | 225               | 400                 | 4x2                 | 1800            | 6.4                      | DDR             | 128              | 7              | 1.2           |                                                             |
| GeForce2 Ti     | Oct 2001 | NV15 | 180            | AGP 4x        | 128          | 250               | 400                 | 4x2                 | 2000            | 6.4                      | DDR             | 128              | 7              | 1.2           |                                                             |
| GeForce2 Ultra  | Aug 2000 | NV16 | 180            | AGP 4x        | 128          | 250               | 460                 | 4x2                 | 2000            | 7.4                      | DDR             | 128              | 7              | 1.2           |                                                             |

### GeForce 3
| Model           | Năm      | Mã   | Công nghệ (nm) | Bus interface | Bộ nhớ (MiB) | Tốc độ nhân (MHz) | Tốc độ bộ nhớ (MHz) | Pipes x TMUs x VPUs | Fillrate (MT/s) | Băng thông bộ nhớ (GB/s) | Kiểu Bus bộ nhớ | Bus bộ nhớ (bit) | Hỗ trợ DirectX | Hỗ trợ OpenGL | Features                       |
| --------------- | -------- | ---- | -------------- | ------------- | ------------ | ----------------- | ------------------- | ------------------- | --------------- | ------------------------ | --------------- | ---------------- | -------------- | ------------- | ------------------------------ |
| GeForce3        | Feb 2001 | NV20 | 150            | AGP 4x        | 128          | 200               | 460                 | 4x2x1               | 1600            | 7.4                      | DDR             | 128              | 8.0            | 1.4           | +Shaders (v1.1) +LMA -TwinView |
| GeForce3 Ti 200 | Oct 2001 | NV20 | 150            | AGP 4x        | 128          | 175               | 400                 | 4x2x1               | 1400            | 6.4                      | DDR             | 128              | 8.0            | 1.4           |                                |
| GeForce3 Ti 500 | Oct 2001 | NV20 | 150            | AGP 4x        | 128          | 240               | 500                 | 4x2x1               | 1920            | 8.0                      | DDR             | 128              | 8.0            | 1.4           |                                |

### GeForce 4
| Model               | Năm      | Mã   | Công nghệ (nm) | Bus interface | Bộ nhớ (MiB) | Tốc độ nhân (MHz) | Tốc độ bộ nhớ (MHz) | Pipes x TMUs x VPUs | Fillrate (MT/s) | Băng thông bộ nhớ (GB/s) | Kiểu Bus bộ nhớ | Bus bộ nhớ (bit) | Hỗ trợ DirectX | Hỗ trợ OpenGL | Features                                          |
| ------------------- | -------- | ---- | -------------- | ------------- | ------------ | ----------------- | ------------------- | ------------------- | --------------- | ------------------------ | --------------- | ---------------- | -------------- | ------------- | ------------------------------------------------- |
| GeForce4 MX 420     | Feb 2002 | NV17 | 150            | AGP 4x        | 128          | 250               | 166                 | 2x2                 | 1000            | 2.7                      | SDR             | 128              | 7              | 1.2           | -Shaders +TwinView +LMA2                          |
| GeForce4 MX 440SE   | 2002     | NV18 | 150            | AGP 4x, PCI   | 128          | 250               | 333                 | 2x2                 | 1080            | 2.7,5.3                  | SDR,DDR         | 64.128           | 7              | 1.2           |                                                   |
| GeForce4 MX 440     | Feb 2002 | NV17 | 150            | AGP 4x, PCI   | 128          | 270               | 400                 | 2x2                 | 1080            | 6.4                      | DDR             | 128              | 7              | 1.2           |                                                   |
| GeForce4 MX 440 8x  | Oct 2002 | NV18 | 150            | AGP 8x        | 128          | 275               | 513                 | 2x2                 | 1100            | 8.2                      | DDR             | 128              | 7              | 1.2           |                                                   |
| GeForce4 MX 460     | Feb 2002 | NV17 | 150            | AGP 4x        | 128          | 300               | 550                 | 2x2                 | 1200            | 8.8                      | DDR             | 128              | 7              | 1.2           |                                                   |
| GeForce4 MX 4000    | 2003?    | NV18 | 150            | AGP 8x, PCI   | 128          | 250, 275          | 266, 333, 400       | 2x2                 | 1100            | 1.1, 3.2, 5.3            | DDR             | 32, 64           | 7              | 1.2           |                                                   |
| GeForce4 Ti 4200    | Feb 2002 | NV25 | 150            | AGP 4x        | 64, 128      | 250               | 500/444             | 4x2x2               | 2000            | 8.0/7.1                  | DDR             | 128              | 8.0            | 1.4           | +Shaders (v1.1 vertex, v1.3 pixel) +1 Vertex unit |
| GeForce4 Ti 4200 8x | Oct 2002 | NV28 | 150            | AGP 8x        | 128          | 250               | 513                 | 4x2x2               | 2000            | 8.2                      | DDR             | 128              | 8.0            | 1.4           |                                                   |
| GeForce4 Ti 4400    | Feb 2002 | NV25 | 150            | AGP 4x        | 128          | 275               | 550                 | 4x2x2               | 2200            | 8.8                      | DDR             | 128              | 8.0            | 1.4           |                                                   |
| GeForce4 Ti 4800 SE | Feb 2003 | NV28 | 150            | AGP 8x        | 128          | 275               | 550                 | 4x2x2               | 2200            | 8.8                      | DDR             | 128              | 8.0            | 1.4           |                                                   |
| GeForce4 Ti 4600    | Feb 2002 | NV25 | 150            | AGP 4x        | 128          | 300               | 650                 | 4x2x2               | 2400            | 10.4                     | DDR             | 128              | 8.0            | 1.4           |                                                   |
| GeForce4 Ti 4800    | Feb 2003 | NV28 | 150            | AGP 8x        | 128          | 300               | 650                 | 4x2x2               | 2400            | 10.4                     | DDR             | 128              | 8.0            | 1.4           |                                                   |

### GeForce FX
| Model                       | Năm      | Mã   | Công nghệ (nm) | Bus interface | Bộ nhớ (MiB) | Tốc độ nhân (MHz) | Tốc độ bộ nhớ (MHz) | Pipes x TMUs x VPUs | Fillrate (MT/s) | Băng thông bộ nhớ (GB/s) | Kiểu Bus bộ nhớ | Bus bộ nhớ (bit) | Hỗ trợ DirectX | Hỗ trợ OpenGL | Features         |
| --------------------------- | -------- | ---- | -------------- | ------------- | ------------ | ----------------- | ------------------- | ------------------- | --------------- | ------------------------ | --------------- | ---------------- | -------------- | ------------- | ---------------- |
| GeForce FX 5200             | Mar 2003 | NV34 | 150            | AGP 8x,4x     | 256          | 250               | 333.400             | 4x1x1*              | 1000            | 2.7,6.4                  | DDR             | 64.128           | 9.0            | 1.5           | +Shaders (v2.0a) |
| GeForce FX 5200 Ultra       | Mar 2003 | NV34 | 150            | AGP 8x        | 256          | 325               | 650                 | 4x1x1*              | 1300            | 10.4                     | DDR             | 128              | 9.0            | 1.5           |                  |
| GeForce FX 5500             | Mar 2004 | NV34 | 150            | AGP 8x,PCI    | 128, 256     | 270               | 400                 | 4x1x1*              | 1080            | 3.2, 6.4                 | DDR             | 64, 128          | 9.0            | 1.5           |                  |
| GeForce FX 5600 XT          | 2003     | NV31 | 130            | AGP 8x        | 256          | 235               | 400                 | 4x1x1*              | 940             | 6.4                      | DDR             | 128              | 9.0            | 1.5           |                  |
| GeForce FX 5600             | 2003     | NV31 | 130            | AGP 8x        | 256          | 325               | 550                 | 4x1x1*              | 1300            | 8.8                      | DDR             | 128              | 9.0            | 1.5           |                  |
| GeForce FX 5600 Ultra       | Mar 2003 | NV31 | 130            | AGP 8x        | 256          | 350               | 700                 | 4x1x1*              | 1400            | 11.2                     | DDR             | 128              | 9.0            | 1.5           |                  |
| GeForce FX 5600 Ultra Rev.2 | Aug 2003 | NV31 | 130            | AGP 8x        | 256          | 400               | 800                 | 4x1x1*              | 1600            | 12.8                     | DDR             | 128              | 9.0            | 1.5           |                  |
| GeForce FX 5700 LE          | 2003     | NV36 | 130            | AGP 8x, PCI   | 256          | 250               | 400                 | 4x1x3*              | 1000            | 6.4                      | DDR             | 128              | 9.0            | 1.5           |                  |
| GeForce FX 5700             | 2003     | NV36 | 130            | AGP 8x        | 256          | 425               | 550                 | 4x1x3*              | 1700            | 8.8                      | DDR             | 128              | 9.0            | 1.5           |                  |
| GeForce FX 5700 Ultra       | Oct 2003 | NV36 | 130            | AGP 8x        | 256          | 475               | 900                 | 4x1x3*              | 1900            | 14.4                     | GDDR2           | 128              | 9.0            | 1.5           |                  |
| GeForce FX 5700 Ultra DDR3  | Mar 2004 | NV36 | 130            | AGP 8x        | 256          | 475               | 950                 | 4x1x3*              | 1900            | 15.2                     | GDDR3           | 128              | 9.0            | 1.5           |                  |
| GeForce FX 5800             | Jan 2003 | NV30 | 130            | AGP 8x        | 256          | 400               | 800                 | 4x2x2               | 3200            | 12.8                     | GDDR2           | 128              | 9.0            | 1.5           |                  |
| GeForce FX 5800 Ultra       | Jan 2003 | NV30 | 130            | AGP 8x        | 256          | 500               | 1000                | 4x2x2               | 4000            | 16.0                     | GDDR2           | 128              | 9.0            | 1.5           |                  |
| GeForce FX 5900 XT          | Dec 2003 | NV35 | 130            | AGP 8x        | 256          | 400               | 700                 | 4x2x3               | 3200            | 22.4                     | DDR             | 256              | 9.0            | 1.5           |                  |
| GeForce FX 5900             | May 2003 | NV35 | 130            | AGP 8x        | 256          | 400               | 850                 | 4x2x3               | 3200            | 27.2                     | DDR             | 256              | 9.0            | 1.5           |                  |
| GeForce FX 5900 Ultra       | May 2003 | NV35 | 130            | AGP 8x        | 256          | 450               | 850                 | 4x2x3               | 3600            | 27.2                     | DDR             | 256              | 9.0            | 1.5           |                  |
| GeForce FX 5950 Ultra       | Oct 2003 | NV38 | 130            | AGP 8x        | 256          | 475               | 950                 | 4x2x3               | 3800            | 30.4                     | DDR             | 256              | 9.0            | 1.5           |                  |

### GeForce 6
| Model              | Năm             | Mã         | Công nghệ (nm) | Bus interface                | Bộ nhớ (MiB)                     | Tốc độ nhân (MHz) | Tốc độ bộ nhớ (MHz) | Pipes x TMUs x VPUs | Fillrate (MT/s) | Băng thông bộ nhớ (GB/s) | Kiểu Bus bộ nhớ | Bus bộ nhớ (bit) | Hỗ trợ DirectX | Hỗ trợ OpenGL | Features                                      |
| ------------------ | --------------- | ---------- | -------------- | ---------------------------- | -------------------------------- | ----------------- | ------------------- | ------------------- | --------------- | ------------------------ | --------------- | ---------------- | -------------- | ------------- | --------------------------------------------- |
| GeForce 6100       | Nov 2005        | C51-G      | 90             | HyperTransport               | 128 (Shared)                     | 425               | System Memory       | 2x1x1               | 850             | System Memory            | System Memory   | 64, 128          | 9.0c           | 2.0           | Integrated graphics                           |
| GeForce 6150 LE    | Jun 2006        | C51-G      | 90             | HyperTransport               | 128 (Shared)                     | 425               | System Memory       | 2x1x1               | 850             | System Memory            | System Memory   | 64, 128          | 9.0c           | 2.0           | Integrated graphics, HD Playback              |
| GeForce 6150       | Nov 2005        | C51-PV     | 90             | HyperTransport               | 128 (Shared)                     | 475               | System Memory       | 2x1x1               | 950             | System Memory            | System Memory   | 64, 128          | 9.0c           | 2.0           | Integrated graphics, HD Playback              |
| GeForce 6200       | 2004            | NV43       | 110            | AGP 8X, PCI-Express X16, PCI | 128, 256,                        | 300               | 400                 | 4x1x3               | 1200            | 3.2, 6.4                 | DDR             | 64, 128          | 9.0c           | 2.0           | Multi Display                                 |
| GeForce 6200 TC    | 2005            | NV44       | 110            | PCI-Express X16              | 16, 32, 64 supporting 128 or 256 | 350               | 700, 550            | 4x1x3               | 1400            | 2.8, 5.6, 4.4            | DDR             | 32, 64           | 9.0c           | 2.0           | TurboCache, Multi Display, HD Playback        |
| GeForce 6200       | 2005            | NV44       | 110            | PCI                          | 128.256                          | 350               | 400                 | 4x1x3               | 1400            | 3.2                      | DDR             | 64               | 9.0c           | 2.0           | Multi Display                                 |
| GeForce 6200       | 2005            | NV44a      | 110            | AGP 8X                       | 128, 256, 512                    | 350               | 533                 | 4x1x3               | 1400            | 4.3, 8.5                 | DDR, DDR2       | 64, 128          | 9.0c           | 2.0           | Multi Display, HD Playback                    |
| GeForce 6500       | 2005            | NV43       | 110            | PCI-Express X16              | 128 supporting 256               | 350               | 550                 | 4x1x3               | 1400            | 4.2                      | DDR2            | 64               | 9.0c           | 2.0           |                                               |
| GeForce 6600LE     | 2005            | NV43       | 110            | PCI-Express X16 / AGP-8x     | 256                              | 300               | 550                 | 4x1x3               | 1200            | 8.8                      | DDR             | 128              | 9.0c           | 2.0           | Scalable Link Interface (SLI)                 |
| GeForce 6600       | 2004            | NV43       | 110            | AGP 8X, PCI-Express X16      | 256                              | 300               | 550                 | 8x1x3               | 2400            | 8.8                      | DDR             | 128              | 9.0c           | 2.0           | Scalable Link Interface/SLI (PCI-E ver. only) |
| GeForce 6600 GDDR2 | Nov 2005        | NV43       | 110            | PCI-Express X16              | 256, 512                         | 350               | 800                 | 8x1x3               | 2800            | 12.8                     | GDDR2           | 128              | 9.0c           | 2.0           | Scalable Link Interface (SLI)                 |
| GeForce 6600 GT    | Nov 2004        | NV43       | 110            | AGP 8X                       | 128, 256                         | 500               | 1000                | 8x1x3               | 4000            | 14.4                     | GDDR3           | 128              | 9.0c           | 2.0           |                                               |
| GeForce 6600 GT    | Aug 2004, 2005  | NV43       | 110            | PCI-Express X16              | 256                              | 500               | 1000                | 8x1x3               | 4000            | 16                       | GDDR3           | 128              | 9.0c           | 2.0           | Scalable Link Interface (SLI)                 |
| GeForce 6800 LE    | 2004            | NV40       | 130            | AGP 8X                       | 256                              | 325               | 700                 | 8x1x4               | 2600            | 22.4                     | DDR             | 256              | 9.0c           | 2.0           |                                               |
| GeForce 6800 XT    | 2005            | NV41       | 110            | PCI-Express X16              | 256                              | 325               | 700                 | 8x1x4               | 2600            | 22.4                     | DDR             | 256              | 9.0c           | 2.0           | Scalable Link Interface (SLI)                 |
| GeForce 6800       | 2004            | NV40       | 130            | AGP 8X                       | 256                              | 325               | 700                 | 12x1x5              | 3900            | 22.4                     | DDR             | 256              | 9.0c           | 2.0           |                                               |
| GeForce 6800       | 2004            | NV41, NV42 | 130, 110       | PCI-Express X16              | 256                              | 325               | 600                 | 12x1x5              | 3900            | 19.2                     | DDR             | 256              | 9.0c           | 2.0           | Scalable Link Interface (SLI)                 |
| GeForce 6800 GTO   | 2004 (OEM only) | NV41, NV45 | 130            | PCI-Express X16              | 256                              | 350               | 900                 | 12x1x5              | 4200            | 28.8                     | GDDR3           | 256              | 9.0c           | 2.0           | Scalable Link Interface (SLI)                 |
| GeForce 6800 GS    | Dec 2005        | NV40       | 130            | AGP 8X                       | 256                              | 350               | 1000                | 12x1x5              | 4200            | 32.0                     | GDDR3           | 256              | 9.0c           | 2.0           |                                               |
| GeForce 6800 GS    | Nov 2005        | NV42       | 110            | PCI-Express X16              | 256                              | 425               | 1000                | 12x1x5              | 5100            | 32.0                     | GDDR3           | 256              | 9.0c           | 2.0           | Scalable Link Interface (SLI)                 |
| GeForce 6800 GT    | May 2004        | NV40       | 130            | AGP 8X                       | 256                              | 350               | 1000                | 16x1x6              | 5600            | 32.0                     | GDDR3           | 256              | 9.0c           | 2.0           |                                               |
| GeForce 6800 GT    | 2004            | NV45       | 130            | PCI-Express X16              | 256, 512                         | 350               | 1000                | 16x1x6              | 5600            | 32.0                     | GDDR3           | 256              | 9.0c           | 2.0           | Scalable Link Interface (SLI)                 |
| GeForce 6800 Ultra | Apr 2004        | NV40       | 130            | AGP 8X                       | 256                              | 400               | 1100                | 16x1x6              | 6400            | 35.2                     | GDDR3           | 256              | 9.0c           | 2.0           |                                               |
| GeForce 6800 Ultra | Jun 2004        | NV45       | 130            | PCI-Express X16              | 256                              | 400               | 1100                | 16x1x6              | 6400            | 35.2                     | GDDR3           | 256              | 9.0c           | 2.0           | Scalable Link Interface (SLI)                 |
| GeForce 6800 Ultra | Mar 2005        | NV45       | 130            | PCI-Express X16              | 512                              | 400               | 1050                | 16x1x6              | 6400            | 33.6                     | GDDR3           | 256              | 9.0c           | 2.0           | Scalable Link Interface (SLI)                 |

### GeForce 7
| Model                | Năm                                      | Mã     | Công nghệ (nm) | Bus interface   | Bộ nhớ (MiB) | Tốc độ nhân (MHz) | Tốc độ bộ nhớ (MHz) | Pipes x TMUs x VPUs | Fillrate (MT/s) | Băng thông bộ nhớ (GB/s) | Kiểu Bus bộ nhớ | Bus bộ nhớ (bit) | Hỗ trợ DirectX | Hỗ trợ OpenGL | Features                                                  |  |
| -------------------- | ---------------------------------------- | ------ | -------------- | --------------- | ------------ | ----------------- | ------------------- | ------------------- | --------------- | ------------------------ | --------------- | ---------------- | -------------- | ------------- | --------------------------------------------------------- |  |
| GeForce 7300 LE      | Mar 2006                                 | G72    | 90             | PCI-Express X16 | 128          | 450               | 666                 | 4x1x3               | 1800            | 5.33                     | DDR             | 64               | 9.0c           | 2.0           | Transparency Anti-Aliasing                                |  |
| GeForce 7300 GS      | Jan 2006                                 | G72    | 90             | PCI-Express X16 | 128, 256     | 550               | 810                 | 4x1x3               | 2200            | 6.48                     | GDDR2           | 64               | 9.0c           | 2.0           | Transparency Anti-Aliasing                                |  |
| GeForce 7300 GT      | May 2006                                 | G73    | 90             | PCI-Express x16 | 256          | 350               | 667                 | 8x1x4               | 2800            | 10.67                    | GDDR2           | 128              | 9.0c           | 2.0           | Scalable Link Interface (SLI), Transparency Anti-Aliasing |  |
| GeForce 7600 GS      | Mar 2006                                 | G73    | 90             | PCI-Express x16 | 256, 512     | 400               | 800                 | 12x1x5              | 4800            | 12.8                     | GDDR2           | 128              | 9.0c           | 2.0           | Scalable Link Interface (SLI), Transparency Anti-Aliasing |  |
| GeForce 7600 GT      | Mar 2006                                 | G73    | 90             | PCI-Express x16 | 256          | 560               | 1400                | 12x1x5              | 6720            | 22.4                     | GDDR3           | 128              | 9.0c           | 2.0           | Scalable Link Interface (SLI), Transparency Anti-Aliasing |  |
| GeForce 7800 GS      | tháng 2 năm 2006                         | G70    | 110            | AGP 8x          | 256          | 375               | 1200                | 16x1x6              | 6000            | 38.4                     | GDDR3           | 256              | 9.0c           | 2.0           | Transparency Anti-Aliasing                                |  |
| GeForce 7800 GT      | Aug 2005                                 | G70    | 110            | PCI-Express X16 | 256          | 400               | 1000                | 20x1x7              | 8000            | 32.0                     | GDDR3           | 256              | 9.0c           | 2.0           | Scalable Link Interface (SLI), Transparency Anti-Aliasing |  |
| GeForce 7800 GTX     | Jun 2005                                 | G70    | 110            | PCI-Express X16 | 256          | 430               | 1200                | 24x1x8              | 10320           | 38.4                     | GDDR3           | 256              | 9.0c           | 2.0           | Scalable Link Interface (SLI), Transparency Anti-Aliasing |  |
| GeForce 7800 GTX 512 | Nov 2005                                 | G70    | 110            | PCI-Express X16 | 512          | 550               | 1700                | 24x1x8              | 13200           | 54.4                     | GDDR3           | 256              | 9.0c           | 2.0           | Scalable Link Interface (SLI), Transparency Anti-Aliasing |  |
| GeForce 7900 GS      | May 2006 (OEM only) August 2006 (Retail) | G71    | 90             | PCI-Express X16 | 256          | 470               | 1320                | 20x1x7              | 9400            | 42.2                     | GDDR3           | 256              | 9.0c           | 2.0           | Scalable Link Interface (SLI), Transparency Anti-Aliasing |  |
| GeForce 7900 GT      | Mar 2006                                 | G71    | 90             | PCI-Express X16 | 256          | 450               | 1320                | 24x1x8              | 10800           | 42.2                     | GDDR3           | 256              | 9.0c           | 2.0           | Scalable Link Interface (SLI), Transparency Anti-Aliasing |  |
| GeForce 7900 GTX     | Mar 2006                                 | G71    | 90             | PCI-Express X16 | 512          | 650               | 1600                | 24x1x8              | 15600           | 51.2                     | GDDR3           | 256              | 9.0c           | 2.0           | Scalable Link Interface (SLI), Transparency Anti-Aliasing |  |
| GeForce 7900 GX2     | Mar 2006 (OEM only)                      | 2x G71 | 90             | PCI-Express X16 | 2x 512       | 500               | 1200                | 24x1x8              | 12000           | 38.4                     | GDDR3           | 256              | 9.0c           | 2.0           | Scalable Link Interface (SLI), Transparency Anti-Aliasing |  |
| GeForce 7950 GX2     | June 2006                                | 2x G71 | 90             | PCI-Express X16 | 2x 512       | 500               | 1200                | 2x 24x1x8           | 2x 12000        | 2x 38.4                  | GDDR3           | 256              | 9.0c           | 2.0           | Scalable Link Interface (SLI), Transparency Anti-Aliasing |  |

* = NV31, NV34 and NV36 are 2x2 pipeline designs if running pixel shaders, otherwise they are 4x1.
Thiếu nVidia 8xx,9xx,10xx,20xx